# トラックス
『トラックス』(原題：TRUCKS)は、1998年公開のアメリカ合衆国製作で製作されたホラー映画。
1986年公開の、スティーヴン・キング原作・及び映画監督デビュー作である『地獄のデビル・トラック』のリメイク版として製作された。

## あらすじ
ロズウェル事件の舞台からそう遠くない市街地。スクラップ置き場に放置されていたトラック(GMC-W-001)が勝手に動いて置き場の審査人を轢き殺した。それをきっかけに何十台ものトラックが無人で動き出しゾロゾロとドライブインを包囲した。長い一日の始まりである。
最後に無人ヘリコプターが救助を運ぶ

## 特定車種
GMC-W-001
最初に動き出した1台。血糊を巻きながら移動。
White ster 4964 (1989)
冷凍庫を牽引している。中に運転手を監禁するとそのまま走り出しあとは延々走り回った。
Ford model 980
高所作業車で急作動し乗っていた作業員を感電死させた。
mack B-001
納屋に止めてあったが作動してその場にいた人を挽き潰した。
UH-1 (航空機)
Ford F-100 (1973)
クレーンを搭載している。排気ガスを大量に放出するためシビックがマスキー法基準をクリアする前の車両と思われる。運転手の安否は不明。
GMC-Type900 (1978)
ダンプカーで土砂を積載。ドライブインに停車されていた中の1台である。
Ford F-101 (1981)
ドラム缶を積載。最後に持ち主が飛び込んで止めようとしたが未遂に終わる。
Peterbilt-model353- 1969
危険物を積載していたタンクトレーラー。中に乗っていた人は生死不明。

## 登場人物
括弧内は吹替版声優。吹替音声はVHS版のみ収録。
- レイ：ティモシー・バスフィールド（英語版）（仲野裕）
- ホープ：ブレンダ・バーキ（篠原恵美）
- ボブ：エイダン・ディヴァイン（英語版）
- ローガン：ブレンダン・フレッチャー （野島健児）
- アビー： エイミー・スチュワート（萩原えみこ）
- ジャック：ジェイ・ブラゾー（英語版）（梅津秀行）
- ピート：リック・スキーン（英語版）
- タッド：ロマン・ポドーラ
- 吹替版その他声優:柳沢栄治／水野龍司／古澤徹／堀川仁／岡本章子／一条和矢／浜田賢二